# レグマイン
レグマイン(Legumain、EC 3.4.22.34)は、～～とも呼ばれる酵素である。ヒトでは、LGMN遺伝子によってコードされる。この酵素は、以下の化学反応を触媒する。
Asn-Xaa-結合で、タンパク質その他の小分子を切断する。
この酵素は、豆果の種子や、マンソン住血吸虫、哺乳類のリソソームに存在する。